# Португалия на «Детском Евровидении»
Португалия на детском конкурсе песни Евровидение участвовала 9 раз. Лучший результат был в 2024 году, худший — в 2018 году. С 2008 года по 2016 год Португалия не участвовала в конкурсе. В 2017 году португальский вещатель подтвердил участие в конкурсе в Тбилиси, и представляла Португалию Мариана Венансио с песней "Youtuber", которая заняла 14 место.

## История
Португалия дебютировала на Детское Евровидение в 2006 году. Первым её представителем был Педро Мадейра с песней «Deixa-Me Sentir» ( на рус.«Позволь мне чувствовать»). В финале он выступил под первым номером и занял 14 место с 22 баллами.
В 2007 году страна продолжило своё участие. Вторым представителем страны на конкурсе стал Джордж Леириа с песней «Só Quero é Cantar» ( на рус. «Просто хочу петь»). Он выступил под пятым номером и финишировал 16 месте с 15 баллами.
В 2008 году страна отказалась от участия, так как не был заинтересован в конкурсе.
В 2017 году Португальский национальный вещатель RTP заявил о возвращении страны на конкурс после 10-летнего перерыва. Её представила Мариана Венансио с песней «Youtuber» ( на рус. «Ютубер»). В финале она выступила под 6 номером. По жюри она получила 9 баллов, заняв 15 место, а по зрителям получила 45 баллов, заняв 10 место. В итоге Мариана финишировала на 14 месте с 54 баллами.
В 2018 году страна продолжило своё участие. Её представила Рита Ларанжейра с песней «Gosto de Tudo» (Já Não Gosto de Nada) ( на рус. «Нравится мне»). В финале она выступила под 2 номером. По жюри Рита получила 0 баллов, заняв 18 место, а по зрителям 42 балла, заняв 13 место. В итоге она заняла 18 место с 42 баллами.
В 2019 году страну представила Джоана Алмейда с песней «Vem Comigo» (Come With Me) ( на рус. «Пойдём со мной»). В финале она выступила под 16 номером, получив от жюри 0 баллов, заняв 19 место, и получив от зрителей 43 балла, заняв 16 место. В итоге Джоана Алмейда заняла 16 место с 43 баллами.
13 августа 2020 года португальская телерадиокомпания RTP подтвердила свое участие в конкурсе, но сделала примечание, что, откажется от участия если не будет элемента соревнования. 11 сентября Португалия объяснила причину своего отказа от участия тем, что вещатель RTP переживает кризис из-за пандемии COVID-19.
18 апреля 2021 года было объявлено, что Португалия возвращается к участию в конкурсе. В тот же день был объявлен представитель страны — Симау Оливейра, выбранный с помощью вокального телевизионного конкурса «Голос. Дети». В финале он выступил под последним, 19 номером. Симау получил от жюри 9 баллов, заняв 18 место, и 92 балла от зрителей, заняв 3 место. В итоге он финишировал на 11 месте с 101 баллами.
В 2022 году страну представил Николас Алвес с песней «Anos 70» ( на рус. «70-е годы»). В финале он выступил под 13 номером. По жюри Николас получил 51 балл, заняв 9 место, а от зрителей 70 баллов, заняв 5 место. В итоге он финишировал на 8 месте со 121 баллом.
В 2023 году страна отправила в Ниццу Джулию Машадо с песней «Where I Belong» ( на рус. «Где моё место»). Она выступила в финале под 11 номером, получив от жюри 30 баллов, заняв 13 место, а от зрителей 45 баллов, заняв 10 место. В итоге Джулия финишировала на 13 месте с 75 баллами.
В 2024 году страну в Мадриде представляла Виктория Николь с песней «Esperança» ( на рус. «Надежда»). В финале она выступила под 15 номером, получив от жюри 96 баллов, заняв 4 место, а от зрителей 117 баллов, победив в зрительском голосовании. В итоге она заняла 2 место с 213 баллами, уступив лишь представителю Грузии Андрию Путкаридзе. На данный момент это является лучшим результатом Португалии на конкурсе.
9 марта 2025 года было объявлено, что страна будет участвовать на конкурсе 2025 года.

## Участники
Победитель
     Второе место
     Третье место
     Четвёртое место
     Пятое место
     Последнее место
     Не участвовала или была дисквалифицирована
     Несостоявшееся участие
| Год                               | Место проведения | Исполнитель      | Песня                                  | Перевод                   | Язык                      | Место | Баллы |
| --------------------------------- | ---------------- | ---------------- | -------------------------------------- | ------------------------- | ------------------------- | ----- | ----- |
| 2006                              | Бухарест         | Педро Мадейра    | «Deixa-Me Sentir»                      | «Позволь мне чувствовать» | Португальский             | 14    | 22    |
| 2007                              | Роттердам        | Джордж Леириа    | «Só Quero é Cantar»                    | «Просто хочу петь»        | Португальский             | 16    | 15    |
| Не участвовала с 2008 по 2016 год |                  |                  |                                        |                           |                           |       |       |
| 2017                              | Тбилиси          | Мариана Венансио | «Youtuber»                             | «Ютубер»                  | Португальский             | 14    | 54    |
| 2018                              | Минск            | Рита Ларанжейра  | «Gosto de Tudo» (Já Não Gosto de Nada) | «Нравится мне»            | Португальский             | 18    | 42    |
| 2019                              | Гливице          | Джоана Алмейда   | «Vem Comigo» (Come With Me)            | «Пойдём со мной»          | Португальский, английский | 16    | 43    |
| Не участвовала в 2020 году        |                  |                  |                                        |                           |                           |       |       |
| 2021                              | Париж            | Симау Оливейра   | «O Rapaz»                              | «Парень»                  | Португальский             | 11    | 101   |
| 2022                              | Ереван           | Николас Алвес    | «Anos 70»                              | «70-е годы»               | Португальский             | 8     | 121   |
| 2023                              | Ницца            | Джулия Машадо    | «Where I Belong»                       | «Где моё место»           | Португальский, английский | 13    | 75    |
| 2024                              | Мадрид           | Виктория Николь  | «Esperança»                            | «Надежда»                 | Португальский, испанский  | 2     | 213   |
| 2025                              | Тбилиси          | Инеш Гонсалвеш   |                                        |                           |                           |       |       |

## Трансляция и глашатаи
| Год       | Вещатель                                                                                              | Комментатор(-ы)                 | Глашатай                         |
| --------- | --- | ------------------------------- | -------------------------------- |
| 2006      | RTP (Rádio e Televisão de Portugal)                                                                   | Изабель Анджелино               | Жоана Гало Коста                 |
| 2007      | RTP (Rádio e Televisão de Portugal)                                                                   | Изабель Анджелино               | Клара Педру                      |
| 2008-2016 | Страна не транслировала конкурс                                                                       | Страна не транслировала конкурс | Страна не участвовала в конкурсе |
| 2017      | RTP1, RTP International и RTP Africa                                                                  | Элдер Рейс                      | Дуарте Валенса                   |
| 2018      | RTP1, RTP International и RTP Africa                                                                  | Нуно Галопим                    | Надежда Сидорова                 |
| 2019      | RTP1, RTP International и RTP Africa                                                                  | Нуно Галопим                    | Зофия                            |
| 2020      | Страна не транслировала конкурс                                                                       | Страна не транслировала конкурс | Страна не участвовала в конкурсе |
| 2021      | RTP1, RTP International, RTP Internacional Ásia, RTP Internacional América                            | Нуно Галопим                    | Манон                            |
| 2022      | RTP1, RTP África, RTP Internacional, RTP Internacional América, RTP Internacional Ásia, Rádio Zig Zag | Нуно Галопим и Иоланда Феррейра | Эмили Алвес                      |
| 2023      | RTP1, RTP Internacional, RTP África, RTP Play, Rádio Zig Zag                                          | Нуно Галопим и Иоланда Феррейра | Хлоэ Балдакар                    |
| 2024      | RTP1, RTP África, RTP Internacional                                                                   | Карина Хорхе и Нуно Галопим     | Джулия Машадо                    |
| 2025      | |                                 |                                  |

## Голоса за Португалию (2006—2007, 2017-2019, 2021-2024)
| №  | Страна             | Португалия Отдала | Португалия Получила |
| -- | ------------------ | ----------------- | ------------------- |
| 1  | Детское жюри       |                   | 0                   |
| 2  | Австралия          | 18                | 0                   |
| 3  | Азербайджан        | 10                | 0                   |
| 4  | Албания            | 23                | 8                   |
| 5  | Армения            | 45                | 8                   |
| 6  | Беларусь           | 44                | 0                   |
| 7  | Бельгия            | 4                 | 0                   |
| 8  | Болгария           | 7                 | 4                   |
| 9  | Великобритания     | 4                 | 1                   |
| 10 | Германия           | 2                 | 12                  |
| 11 | Греция             | 0                 | 0                   |
| 12 | Грузия             | 45                | 20                  |
| 13 | Дания              | 0                 | 0                   |
| 14 | Израиль            | 3                 | 0                   |
| 15 | Ирландия           | 20                | 12                  |
| 16 | Испания            | 23                | 29                  |
| 17 | Италия             | 16                | 18                  |
| 18 | Казахстан          | 7                 | 5                   |
| 19 | Кипр               | 3                 | 6                   |
| 20 | Латвия             | 0                 | 0                   |
| 21 | Литва              | 0                 | 0                   |
| 22 | Северная Македония | 27                | 13                  |
| 23 | Мальта             | 27                | 16                  |
| 24 | Молдова            | 0                 | 0                   |
| 25 | Нидерланды         | 12                | 12                  |
| 26 | Норвегия           | 0                 | 0                   |
| 27 | Польша             | 34                | 15                  |
| 28 | Россия             | 31                | 0                   |
| 29 | Румыния            | 14                | 0                   |
| 30 | Сербия             | 16                | 0                   |
| 31 | Украина            | 34                | 5                   |
| 32 | Уэльс              | 0                 | 0                   |
| 33 | Франция            | 45                | 6                   |
| 34 | Хорватия           | 0                 | 0                   |
| 35 | Швейцария          | 0                 | 0                   |
| 36 | Швеция             | 13                | 0                   |
| 37 | Эстония            |                   | 7                   |